# Championnats de Côte d'Ivoire de cyclisme sur route
Les championnats de Côte d'Ivoire de cyclisme sur route sont organisés chaque année au mois de juin.

## Hommes

### Podiums de la course en ligne
| Année | Vainqueur             | Deuxième             | Troisième              |
| ----- | --------------------- | -------------------- | ---------------------- |
| 2002  | N'Gatta Coulibaly     |                      |                        |
| 2003  | Mamadou Ouattara Sié  |                      |                        |
| 2005  | Abdoulaye Sessouma    |                      |                        |
| 2006  | Abdoulaye Traoré      | Bassirou Konté       | Issiaka Fofana         |
| 2007  | Kouamé Lokossué       | Abdoulaye Traoré     | Bolodigui Ouattara     |
| 2008  | Bassirou Konté        | Inoussa Guébré       | Bolodigui Ouattara     |
| 2009  | Issiaka Fofana        | Kouamé Lokossué      | Poroloh Yacouba Soro   |
| 2010  | Issiaka Cissé         |                      |                        |
| 2011  | Issiaka Fofana        | Bassirou Konté       | Bolodigui Ouattara     |
| 2012  | Poroloh Yacouba Soro  | Bassirou Konté       | N'Zamara Claver Kouamé |
| 2013  | Bassirou Konté        | Amadou Lengani       | Bolodigui Ouattara     |
| 2014  | Bassirou Konté        | Bolodigui Ouattara   | Issiaka Cissé          |
| 2015  | Abou Sanogo           | Karamoko Bamba       |                        |
| 2016  | Bassirou Konté        | Abou Sanogo          | Albert Touré Mongolon  |
| 2017  | Bassirou Konté        | Amadou Lengani       |                        |
| 2018  | Konan Daniel Assahoun |                      |                        |
| 2019  | Amadou Lengani        |                      |                        |
| 2020  | Issiaka Cissé         | Bassirou Konté       | Poroloh Yacouba Soro   |
| 2021  | Issiaka Cissé         | Abou Sanogo          |                        |
| 2022  | Souleymane Traoré     | Amadou Lengani       | Abou Sanogo            |
| 2023  | Issiaka Cissé         | Konan Olivier Kouamé |                        |
| 2024  | Issiaka Cissé         | Souleymane Traoré    | Amadou Lengani         |
| 2025  | Souleymane Traoré     | Henok N'Dah          | Emmanuel Andé Kouadio  |

Multi-titrés
- 5 : Bassirou Konté, Issiaka Cissé
- 2 : Issiaka Fofana

### Podiums du contre-la-montre
| Année | Vainqueur            | Deuxième        | Troisième          |
| ----- | -------------------- | --------------- | ------------------ |
| 2002  | Souleymane Pamoussou |                 |                    |
| 2006  | Issiaka Fofana       | Inoussa Guébré  | Abdoulaye Traoré   |
| 2007  | Bolodigui Ouattara   | Kouamé Lokossué |                    |
| 2008  | Inoussa Guébré       | Bassirou Konté  | Bolodigui Ouattara |

## Femmes

### Podiums de la course en ligne
| Année | Vainqueur                | Deuxième                 | Troisième            |
| ----- | ------------------------ | ------------------------ | -------------------- |
| 2011  | Akissi Christine Kouakou |                          |                      |
| 2012  | Anita Nado Koué          | Annick Kouakou N`Guessan |                      |
| 2014  | Amoin Raymonde Kouassi   |                          |                      |
| 2015  | Amoin Raymonde Kouassi   |                          |                      |
| 2016  | Christelle Dadié Béhi    | Adahi Kouassi            | Marie-Lydie Gohourou |
| 2017  | Adahi Kouassi            |                          |                      |
| 2018  | Adahi Kouassi            |                          |                      |
| 2019  | ?                        | ?                        | ?                    |
| 2020  | Minata Soro              | Samiratou Sawadodo       |                      |
| 2022  | Minata Soro              |                          |                      |
| 2023  | Amoin Raymonde Kouassi   |                          |                      |
| 2025  | Déhi Ornella             |                          |                      |